# أربيان كريتي
أربيان كريتي (الاسم العلمي: Anthemis cretica) هو نوع نباتي يتبع جنس الأربيان من الفصيلة النجمية.

## الموئل والانتشار
في بلاد الشام.